# Кубок Кипра по футболу 1935/1936
Кубок Кипра по футболу 1935/36 года (греч. Κύπελλο Κύπρου ποδοσφαίρου ανδρών 1935/1936) — 2-й розыгрыш Кубка Кипра по футболу.

## 1/4 финала
| Дата | Хозяева      | Счёт | Гости              |
| ---- | ------------ | ---- | ------------------ |
|      | Анортосис    | 2:3  | АПОЭЛ              |
|      | Арис Лимасол | 2:4  | Траст              |
|      | ЭПА Ларнака  | 7:3  | Олимпиакос Никосия |

| Дата 1 матча | Дата 2 матча | Хозяева       | Счёт 1 матча | Счёт 2 матча | Гости       |
| ------------ | ------------ | ------------- | ------------ | ------------ | ----------- |
|              |              | Четинкая Тюрк | 1:1          | 1:0          | АЕЛ Лимасол |

## 1/2 финала
| Дата | Хозяева     | Счёт | Гости         |
| ---- | ----------- | ---- | ------------- |
|      | ЭПА Ларнака | 0:4  | Четинкая Тюрк |
|      | Траст       | 4:1  | АПОЭЛ         |

## Финал
| Дата       | Хозяева | Счёт | Гости         |
| ---------- | ------- | ---- | ------------- |
| 03.11.1935 | Траст   | 4:1  | Четинкая Тюрк |

| Обладатель Кубка Кипра 1935/1936 |
| -------------------------------- |
| Траст во 2-й раз                 |